# 檸檬利賓納
檸檬利賓納，通常簡稱檸賓，是一種香港飲品，做法是把檸檬片投進一杯利賓納中。在少數情況（例如：紙包飲品）下，也會被稱為檸檬黑加侖子。
這種飲品是2007年才由利賓納的廠商葛蘭素史克發明的，但事實上在葛蘭素史克對外宣佈「發明」檸檬利賓納之前，檸賓已經作為檸檬茶的變種在香港一些茶餐廳流行起來。葛蘭素史克只是看到市場的需要而給與其官方地位，情況與檸檬可樂相似。